# Publi Licini Calvus Esquilí
|  | Per a altres significats, vegeu «Publi Licini Calvus Esquilí el Jove». |

Publi Licini Calvus Esquilí (llatí: Publius Licinius Calvus Esquilinus) va ser, segons Titus Livi, tribú amb poder consolar l'any 400 aC. Formava part de la gens Licínia, una família plebea probablement d'origen etrusc. Va ser pare de Publi Licini Calvus Esquilí el Jove.
Va ser el primer plebeu elegit per aquesta magistratura romana. Quatre anys després, el 396 aC, va ser reelegit, encara que no s'havia presentat com a candidat, però va renunciar al càrrec per la seva edat avançada en favor del seu fill, renúncia que va ser acceptada.